# Kanton Montbenoît
Kanton Montbenoît (francouzsky Canton de Montbenoît) je francouzský kanton v departementu Doubs v regionu Franche-Comté. Tvoří ho 16 obcí.

## Obce kantonu
- Les Alliés
- Arçon
- Arc-sous-Cicon
- Aubonne
- Bugny
- La Chaux
- Gilley
- Hauterive-la-Fresse
- La Longeville
- Maisons-du-Bois-Lièvremont
- Montbenoît
- Montflovin
- Ouhans
- Renédale
- Saint-Gorgon-Main
- Ville-du-Pont